# Burke (Virginia)
Burke ist ein Census-designated place in Fairfax County im US-Bundesstaat Virginia. Das U.S. Census Bureau hat bei der Volkszählung 2020 eine Einwohnerzahl von 42.312 ermittelt.

## Geschichte

### Entstehung
Benannt wurde der Ort nach dem politisch aktiven Landwirt und Kaufmann, Silas Burke (1796–1854), der sein Haus um 1824 auf einem Erdhügel bei Pohick Creek baute. Als in den späten 1840er Jahren eine Eisenbahnlinie durch Burkes Ländereien verlegt wurde, benannte man die dort errichtete Bahnstation „Burke’s Station“, da Silas Burke der Eisenbahngesellschaft Teile seines Grundstücks gespendet hatte.
1852 wurde ein Postamt in Burke eröffnet.

### Heutige Situation
Heutzutage wohnen im Ort viele Pendler aufgrund der guten Pendelmöglichkeiten im Bereich der öffentlichen Verkehrsmittel, die regelmäßige Verbindungen in die amerikanische Hauptstadt Washington anbieten.

### Einwohnerentwicklung
| Jahr | Einwohner 1 |
| ---- | ----------- |
| 1980 | 33.835      |
| 1990 | 57.734      |
| 2000 | 57.737      |
| 2010 | 41.055      |
| 2020 | 42.312      |